# Ambient Senses - The Vision
Ambient Senses - The Vision est une compilation d'ambient, sortie en 1994 sur le label Jumpin & Pumpin. Regroupant des morceaux rares ou inédits d'artistes de musique électronique, elle s'inscrit comme la première compilation Ambient Senses dans une série de trois.

## Liste des titres
| 1.    | Towers Of Dub (Ambient Mix)            | The Orb                    | 10:38 |
| 2.    | Papua New Guinea (Dumb Child Of Q Mix) | The Future Sound of London | 4:20  |
| 3.    | Joyrex J9 ii                           | Caustic Window             | 3:05  |
| 4.    | Dreams Of Children                     | Luke Slater                | 7:50  |
| 5.    | Earthdance (Washouse Mix)              | Mandragora                 | 5:40  |
| 6.    | Ageispolis                             | Aphex Twin                 | 5:21  |
| 7.    | Ready For Dead (Ambient Mix)           | Ready For Dead             | 7:58  |
| 8.    | Minky Starshine                        | Seefeel                    | 10:37 |
| 9.    | O'Locco (Hyperfloral Mix)              | Sun Electric               | 5:06  |
| 10.   | Alqa                                   | Alien Mutation             | 6:50  |
| 11.   | Galapagos                              | The Sunkings               | 7:18  |
| 74:13 |                                        |                            |       |